# Nordöstra Kina
Nordöstra Kina eller Dongbei (kinesiska: 东北?, pinyin: Dōngběi) är en geografisk region i Kina bestående av de tre nordligaste provinserna. Heilongjiang, Jilin och Liaoning. En annan term som använts för att beskriva regionen är Guandong (关东/關東; Guāndōng) som betyder 'öster om passet', och refererar till Shanhaipasset i Hebei. Detta namnet användes av Japanerna under 1900-talet för deras arrenderade område i spetsen på Liaodong.
Dessa tre provinser utgör nästan samma område som historiskt kallats Manchuriet.